# Бриенцвилер
Бриенцвилер (нем. Brienzwiler) — коммуна в Швейцарии, в кантоне Берн. 
Входит в состав округа Интерлакен. Население составляет 549 человек (на 31 декабря 2006 года). Официальный код — 0574.